# South Central (Band)
South Central ist ein DJ-Duo aus dem südenglischen Seebad Brighton. Der Name wird überdies für eine fünfköpfige Live-Band verwendet, die aus den beiden DJs und drei Gastmusikern besteht.

## Hintergrund
Hinter South Central verbergen sich zwei seit Jugendtagen befreundete DJs und Musiker namens Rob und Keith. In Anlehnung an die Marketingstrategie von Daft Punk zeigen sich die beiden in der Öffentlichkeit eher geheimnisvoll und weigern sich, ihre Nachnamen bekannt zu geben. Unterstrichen wird dies bei Auftritten und Interviews noch durch ihr Äußeres (Kapuze, tief ins Gesicht gezogener Hut).
Rob verfügt über eine klassische Musikausbildung, Keith’ Interesse an der Musik wurde durch einen Onkel geweckt, der ein bekannter Jazz-Bassist war. An Einflüssen nennen die beiden z. B. Kraftwerk, Joy Division bzw. New Order, The Fall, Gary Numan, Stevie Wonder oder Korn. Ihre eigene Musik lässt sich am ehesten als Mischung aus Techno, Dance und Indie-Rock mit einer Prise Punk charakterisieren. Rob selbst spricht von „Electrocknica“.
Nach jahrelangem Tingeln als DJ-Duo durch die Clubs von Brighton erregten South Central erstmals 2006 durch Bootlegs und offizielle Remixe (u. a. Klaxons, Maccabees, Boy Kill Boy) sowie die erste eigene Single-Veröffentlichung „Nothing Can Go Wrong“ überregionales Interesse, das durch Airplay bei MTV (UK) noch verstärkt wurde. Erste Touren durch England und Frankreich schlossen sich an. Vom 27. September bis zum 20. Oktober 2007 schließlich tourten Rob und Keith als Resident-DJs der „NME Rock & Roll Riot Tour“ zusammen mit The Wombats durch ganz Großbritannien.
Ihre Single „Golden Dawn“ (offizielles Veröffentlichungsdatum in GB: 8. Januar 2008; Label: Holiphonic; Regie Video-Clip: Steve Glashier) wurde schon vor Veröffentlichung nicht nur von kleineren Radiostationen, sondern auch von BBC und weltweit von BFBS vorgestellt.

## Diskographie
Alben
- The Owl Of Minerva (2008)
- Society Of The Spectacle (2011)

Eigene Singles:
- Nothing Can Go Wrong 12″ (Art Goes Pop)
- Castle of Heroes 12″ (Young Turks/XL)
- Machine Revolution 7″ (Regal)
- Golden Dawn 12″ (Holiphonic)
- The Day I Die (Egregore)
- Demons

Remixe:
- Tom Deluxx: Wasted
- Empire of the Sun: Walking On A Dream
- The Prodigy: Warrior's Dance
- The Toxic Avanger: Toxic Is Dead
- Cyberpunkers: Cabala
- The Crystal Method: Drown In The Now feat. Matisyahu
- Metronomy Vs South Central: Trick or Treatz (Holiphonic)
- Klaxons: The Bouncer -Bootleg- (White Label)
- The Maccabees: X-Ray Vision (Fiction)
- Boy Kill Boy: Civil Sin (Vertigo)
- Boy Kill Boy: Killer (Vertigo)
- Shitdisco: Reactor Party (Fierce Panda)
- Van She: Sex City (Modular)
- Twisted Charm: Boring Life Styles (Alt Delete/Because)
- Radar: War Out There (Emi)
- Sunshine Underground: Borders (City Rockers)
- Sunshine Underground: Put You In Your Place (City Rockers)
- Dandi Wind: Searching Flesh (Summer Lovers)
- Kill the Young: The Bird & the Bee (Art Goes Pop)
- Shychild: Summer (Wall Of Sound)
- Late of the Pier: Space & the Woods -Bootleg- (White Label)
- Lalula: Supa Bajo (TBC)